# The Times Group
Bennett Coleman and Company Limited, также известный как The Times Group, — индийский медиаконгломерат; по данным Financial Times за март 2015 года — крупнейший в Индии. Принадлежащая компании газета Times of India, по данным аудиторского бюро тиражей, является газетой с наибольшим тиражом среди англоязычных изданий; в среднем один выпуск газеты покупают 3 321 702 человека. Сайты Times Internet, цифрового подразделения The Times Group, ежемесячно посещают более 270 миллионов человек. Компания остаётся семейным бизнесом: потомки Саху Джайна владеют контрольным пакетом акций The Times Group. В компании работает более 11 000 сотрудников, годовая прибыль превышает 1,5 миллиарда долларов США.

## История
3 ноября 1838 года вышел первый выпуск издания Bombay Times and Journal of Commerce — предшественника современной газеты The Times of India. Изначально газета выпускалась два раза в неделю, но в 1850 году перешла на ежедневный формат. В 1859 году газета была объединена с двумя другими изданиями, Bombay Standard и Chronicle of Western India, под названием Bombay Times and Standard и руководством Роберта Найта. Спустя два года, в 1861 году, газета стала более ориентированной на Индию и была переименована в The Times of India. После этого издание многократно меняло своих владельцев вплоть до 1892 года, когда английский журналист Томас Джевелл Беннетт совместно с Франком Моррисом Колеманом приобрели газету во владение их совместной компании Bennett, Coleman & Co. Ltd. (BBCL). К этому моменту над газетой работало 800 человек.
В 1946 году компания, будучи к тому времени объединённой в конгломерат Times of India Group, была приобретена индийским предпринимателем Рамкришной Далмией. В 1955 году его осудили за хищение, и пока он сидел в тюрьме, компанией управлял его зять Саху Шанти Прасад Джайн. Через несколько лет Джайн приобрёл компанию, с тех пор компания управляется преимущественно членами его семьи. К настоящему времени компания значительно расширила своё влияние на индийскую медиасферу основанием различных газет и местных изданий The Times of India, а также выходом на рынок журналов, книг, радио- и телевизионных программ и веб-сервисов.